# فيكتور أدلر
فيكتور أدلر (بالألمانية: Victor Adler)‏ (و. 1852 – 1918 م) هو سياسي، ودبلوماسي، وطبيب، وكاتِب، وصحفي، من النمسا، ولد في براغ، هو مؤسس الحزب الديمقراطي الاشتراكي النمساوي، توفي في فيينا، عن عمر يناهز 66 عاماً، وهو والد السياسي الاشتراكي النمساوي فريدريك آدلر.

## مناصب
مؤسس ورئيس الحزب الاشتراكي الديمقراطي النمساوي SPÖ. تولى منصب وزير الخارجية في أول حكومة جمهورية نمساوية بعد الحرب العالمية الأولى.

## التعليم
درس الطب في جامعة فيينا.

## نشأته وشبابه
ولد فيكتور أدلر لأسرة يهودية نمساوية انتقلت من براغ إلى فيينا. والده صمويل أدلر كان تاجر نسيج ثم مضاربا في بورصة فيينا اغتنى بسرعة قياسية وهيأ لأبنائه اللآربعة فرص تعليم جامعي جيدة. بدأت اهتماماته السياسية بالظهور في مرحلة تعليمه الثانوي في الثانوية الأكاديمية في فيينا، وفيها التقى مع رفيق دربه انغلبيرت بيرنرستورفر الذي أسس معه الحزب الاشتراكي الديمقراطي لاحقا، وهناك كتب منشوره السياسي الأول ضد التمييز بحق التلاميذ اليهود. في فترة شبابه الأولى واجه أدلر اللاسلامية المتصاعدة في البلد ضد اليهود القادمين من أرجاء الامبراطورية النمساوية الذين نجحوا خلال جيل في تبوء مواقع اقتصادية واجتماعية وعلمية مهمة. مال أدلر إلى الحداثة وذوبان اليهود في المجتمع الأوروبي، وتعاطف في شبابه مع القومية الألمانية قبل أن يبتعد عنها بسبب تنامي عدائها لليهود. أنهى دراسته الجامعية عام 1887 وتزوج من إيما براون (إيما أدلر لاحقا). افتتح عيادة في الحي التاسع في فيينا كان يعالج فيها الفقراء بالمجان، وهذا جعله معروفا في فيينا كطبيب للفقراء، ومن خلال عمله هذا تعرف على الأوضاع البائسة التي كانت تعيشها الطبقة العاملة في فيينا.

## الانضمام إلى الحركة الاشتراكية وتأسيس الحزب الاشتراكي الديمقراطي النمساوي
بدأ احتكاك أدلر بالاشتراكيين في الصالون الثقافي الذي كان يديره في منزل العائلة والذي كان يزوره مثقفون من مختلف المشارب وفنانون بينهم غوستاف مالر وأدباء، وهناك تعرف على ليو فرانكل العائد من كومونة باريس، ثم على كارل كاوتسكي عام 1882، إلا أنه لم ينخرط في العمل الحزبي قبل وفاة والده عام 1886.
في عام 1883 تقدم أدلر إلى الحكومة النمساوية بطلب للحصول على وظيفة "مفتش عمل، وقام برحلة بحثية أوصت بها الحكومة النمساوية للتعرف على الأنظمة المعمول بها في الدول الأوروبية. في لندن التقى مع فريدريك إنجلز بوساطة الصديق المشترك كارل كاوتسكي. عند عودته إلى فيينا رفضت الحكومة النمساوية إعطاءه منصب المفتش لشكوكها في نزعاته اليسارية.عام 1886 أصدر أدلر جريدة "المساواة" (بالألمانية: Gleicheit) وفيما بعد "جريدة العمال" (بالألمانية: Arbeiterzeitung) التي تسلّم رئاسة تحريرها الصحفي والحقوقي النمساوي فريدريش أوسترلتز.
بدأ أدلر بعملية وساطة بين أجنحة الحركة الاشتراكية التي أعيتها حالة الطوارئ (1884 - 1891) وشرذمها الانشقاق بين المعتدلين والراديكاليين، وتكللت جهوده بالنجاح في المؤتمر التوحيدي الأول الذي عقد عام 1885، والذي نجح بإصدار وثيقة مشتركة بين الأجنحة المختلفة وهو الذي مهد إلى مؤتمر هاينفلد في ديسمبر 1888 والتي يعد مؤتمر تأسيس الحزب الاشتراكي الديمقراطي النمساوي.
شارك في تأسيس الأممية الاشتراكية الثانية في مؤتمر باريس يوم 14 تموز/يوليو 1889، وقاد في الأول من أيار/مايو في العام التالي، وهو اليوم الذي اختارته الأممية يوما عالميا للمطالبة بتحديد وقت العمل بثماني ساعات أول إضراب عمالي شامل تشهده النمسا، وقد كانت فكرة آدلر هي الالتفاف على قانون الطوارئ وحظر التجمعات هي الامتناع عن العمل وعقد اجتماعات داخل المصانع، ثم خروج الطبقة العاملة في نزهات ترفيهية، وهذا ما لم تستطع الدولة النمساوية منعه.
حافظ أدلر على توجه إصلاحي يتجنب الصدام المباشر مع دولة هابسبورغ، إذ اعتبر الظروف ودرجة تطور الحركة العمالية غير كافية لذلك، وواجه بسبب ذلك معارضة يسارية داخل الحزب قادها ويلهلم إيلنبوغن والقائد العمالي فرانز شوماير (اغتيل 1913) انتقدت التوجهات الحقوقية وطالبت بتبني خط أشد ثورية وكادت أن تشق الحزب، كما واجه معارضة تتعلق بأساليب مواجهة الدولة في العمل المطلبي نفسه.

## موقف وسطي في جدلية الثورة والإصلاح وأزمة مراجعات الماركسية
اتخذ آدلر موقفا وسطيا يميل إلى العمل الإصلاحي والنضال المطلبي، متجنبا الدخول في مواجهة مع الدولة، ولكنه تمسك بأسس الحركة الاشتراكية الماركسية، من منظور التناقض الأساسي والتام بين الطبقة العاملة والرأسمالية، وحتمية انهيار الرأسمالية تحت وطأة تناقضاتها والوصول إلى الاشتراكية. كان آدلر يميل إلى العمل السياسي العملي ويبتعد عن التنظير، وعرف عنه مقولته الساخرة باللهجة الفييناوية: «أنا لا أفهم نظرية القيمة الفائضة، ولا أبالي بها»، ولكنه كان بالمقابل يتمسك بضرورة الحزب أداة للوصول إلى الهدف النهائي، إقامة الاشتراكية. وفي ما عرف بـأزمة المراجعة (بالإنجليزية:  Revisionism)‏ التي عصفت بالحركة الاشتراكية الديمقراطية عقب الأطروحات التي قدمها ادوارد برنشتاين اتخذ آدلر موقفا وسطيا، رفض فيه أطروحات بيرنشتاين التي شككت بأسس الماركسية ومست بالهدف (إقامة الاشتراكية) وطالبت الاشتراكيين بتكييف الهدف مع ممارساتهم السياسية الفعلية، الإصلاحية، فرفض التخلي عن الهدف وإن تمسك بالتكتيك الإصلاحي، أما التشكيك بحتمية قيام الاشتراكية فاعتبره آدلر دافعا إلى مزيد من العمل من أجل إقامتها. اعتبر آدلر التخلي عن الهدف الأسمى في حرب المواقع والمكاسب الصغيرة التي تخوضها القوى العمالية ضربة للوعي العمالي وإضعافا للروح الثورية في الطبقة العمالية. في المقابل، وعلى العكس من الاشتراكيين الألمان مثل كاوتسكي وبيبل، لم يتخذ آدلر موقفا حديا من بيرنشتاين ورفض القطيعة النهائية معه، وظهرت بعض آثارالمراجعة البيرنشتاينية في برنامج حزب آدلر المعدل عام 1901، حيث اسقطت التنبؤات الماركسية بحتمية سقوط الرأسمالية، واختفت التحفظات النظرية على العمل البرلماني.

## النضال الإصلاحي في الإمبراطورية النمساوية والحصول على حق الانتخاب العام
اد حزب آدلر سلسلة من التظاهرات المطالبة بحق الانتخاب العام تكللت في عيد العمال 1893 بتظاهر 150 ألفا من العمال في شارع الRing في فيينا وصولا إلى مبنى البلدية، وهو ما تحول إلى المسار التقليدي السنوي للحزب الاشتراكي الديمقراطي النمساوي في عيد العمال.
بخلاف الأحزاب الاشتراكية الديمقراطية الأوروبية التي كانت على المستوى النظري معادية للدوية بوصفها دولة الطبقة الحاكمة، اعتبر آدلر دولة هابسبورغ في طور ما قبل رأسمالي يمنع أصلا تطور الطبقة العاملة وتطور الحياة السياسية والثقافية في البلاد. كان حزب آدلر يعتبر الإصلاح الديمقراطي في دولة هابسبورغ هو المخرج الوحيد الممكن من أزمة القوميات التي كانت تعصف بدولة هابسبورغ، والطريق الوحيد للحفاظ عليها كفضاء متنوع الأعراق ودرء خطر انفجارها بفعل الصراعات القومية الداخلية، ومثل خط حزب آدلر موقفا فريدا من نوعه في الطيف السياسي النمساوي الذي سادت فيه قوى الإقطاع والكنيسة التي تتعنت في تمسكها بالمنظومة القديمة، وعلى الجانب الآخر القوى اللبرالية الشعبوية التي تتعنت في مطالبها القومية الجهوية وتمنع الإصلاحات التي قد تمس بمصالحها الطبقية أو القومية، ما دعى آدلر إلى وصف حزبه الاشتراكي ب«الحزب الوطني الوحيد في هذه الامبراطورية»، الذي يطالب بوحدة ديمقراطية فدرالية الطابع تجمع أطراف إمبراطورية هابسبورغ، وهذا ما اعترف به ولي العهد النمساوي الأمير رودلف ضمنا في إحدى رسائله عام 1882: «كم حقق الحزب الإشتراكي عندنا من تقدم في الآونة الاخيرة! هنا في بوهيميا بين أعضاء وشباب هذا الحزب فقط تختفي الفوارق القومية وتفسح المجال لأفكار أخرى. الألمان والتشيك يعملون سويا». وعلى الرغم من الطابع الوحدوي الذي ساد في الحزب، عبرت الفوارق الوطنية في داخله عن نفسها في الخلاف التكتيكي، حيث مال الرفاق التشيكيون إلى المواجهة والصدام مع الدولة في بوهيميا، في حين فضل الرفاق الناطقون بالألمانية الحذر والمواجهة الهادئة في العاصمة فيينا.
لعب آدلر دورا هاما في إصدار برنامج برون (بالألمانية: Brünner Programm) المطلبي عام 1899، والذي طالب بإصلاحات سياسية جذرية في الدولة النمساوية منها حق الانتخاب الديمقراطي العام الذي لم يكن يشمل الطبقة العاملة في ذلك الوقت. بعد أن أقرت الدولة النمساوية التعديل الأول الذي أعطى الطبقة العاملة حق الانتخاب لمقاعد البرلمان للدرجة الخامسة في البرلمان المختلط (وهو تدبير يضمن أن تبقى أغلبية المقاعد في يد الإقطاع وكبار الملاك) نجح آدلر في دخول برلمان مقاطعة النمسا السفلى (فيينا ومحيطها) عام 1901، ثم البرلمان النمساوي عن مقاطعة بوهيميا في العام 1905، وهذا عزز من مركزه امام السلطات النمساوية إذا استمرت المطالبات بحق انتخاب عام ومتساو، وتصاعدت حركة الاحتجاج عقب اندلاع ثورة 1905 في روسيا وما تلاها من إصلاحات دستورية، وكذلك الأزمة البرلمانية في هنغاريا في نفس العام التي اضطرت القيصر فرانس يوزيف إلى الإعلان عن منح حق الانتخاب العام والمتساوي في الشق الهنغاري من الامبراطورية، ما أدى إلى احتجاجات واسعة في الشق النمساوي تطالب بحقوق مماثلة، وتولى آدلر قيادة الاحتجاجات وتقنين مطالبها ملوحا بالإضراب العام وكابحا له في نفس الوقت. إثر الصدامات العنفية الأولى لعب آدلر دور وساطة معها تكلل بالحصول على موافقتها على حق الانتخاب العام (للرجال)، ودامت المفاوضات على قانون الانتخاب عاما كاملا بين تعنت قوى الإقطاع والقوى المسيحية وتهديد حزب آدلر بالإضراب العام فالثورة، وتكللت هذه المرحة بانتخابات عام 1907 العامة التي حاز فيها الحزب الاشتراكي على 87 من مقاعد البرلمان ال- 516 وتحول إلى قوة سياسية داخل الدولة النمساوية.

## لقاءات مع تروتسكي ولينين
على الرغم من الخلاف النظري في التكتيك السياسي والمواقف من المراجعات المارسكية ربطت آدلر علاقة صداقة مع ليو تروتسكي بدأت عند مرور تروتسكي بفيينا بعد هروبه من المنفى السيبيري عام 1901. يروي تروتسكي في مذكراته أنه وصل إلى فيينا ولم يكن لديه المال الكافي لمواصلة رحلته إلى زيوريخ، وبحث عن الزعيم الاشتراكي فيكتور آدلر في مقر جريدة العمال حيث أخبره رئيس تحريرها فريدريك أوسترليتز أن من غير الممكن أبدا لقاء آدلر في يوم عطلة الأحد حتى ولو جئت من روسيا بخبر مقتل القيصر أو اندلاع الثورة، غير أنه نجح بالحصول على عنوان بيت آدلر الذي استقبله وعلق على الحادثة مع اوسترليتز: «إذا جئتني بخبر الثورة في روسيا فبإمكانك حتى المجيء في الليل!». زود آدلر تروتسكي بالمال الكافي لمواصلة رحلته. التقى تروتسكي آدلر مرة ثاني في طريق عودته إلى روسيا للمشاركة في ثورة 1905 حيث استقبله في منزله وأحضر إلى هناك حلّاقا ليساعده في تغيير ملامحه ووفر له الأوراق والمال اللزمين لمواصلة الرحلة إلى روسيا، ثم بعد ان غادر تروتسكي روسيا وعاش في فيينا في الفترة بين 1907 واندلاع الحرب العظمى حيث حماه آدلر من خطر الاعتقال بصفته مواطن دولة معادية وأمن له الأوراق اللازمة لمغادرة النمسا. في خطاباته كان آدلر يصف تروتسكي با«صديقي تروتسكي». أما لينين فقد التقاه آدلر مع اندلاع الحرب العالمية الأولى حيث اعتقل الأمن النمساوي لينين في مدينة كراكاو في غاليصيا بصفته مواطنا روسيا وأنقذه آدلر فور وصول خبر اعتقاله حيث اتصل بوزير الداخلية النمساوي وقتها كارل راينهولد مطالبا اياه بتأمين الإفراج عن لينين بصفته من أشرس معارضي القيصر الروسي، وتم له ذلك. التقى آدلر لينين في فيينا في 30 آب/أغسطس وساعده كذلك في مغادرة البلد إلى زيوريخ. على الرغم من عمق الخلاف النظري بين لينين وآدلر، ومع أن لينين لم يتوان فور وصوله إلى زيورخ عن مهاجمة قيادات الأممية الثانية واتهامها بالانتهازية وخيانة الطبقة العاملة، إلا أنه لم يتعرض لشخص فيكتور آدلر في كتاباته.

## آدلر والمسألة اليهودية
شهدت مدن النمسا الكبرى ازديادا كبيرا في أعداد المواطنين اليهود القادمين من أطراف إمبراطورية هابسبورغ الشرقية (غاليسيا وبوفينا)، وانغمس هؤلاء في مختلف نواحي الحياة النمساوية وشكلوا جزءا من المجتمع النمساوي في مختلف فئاته، من الطبقة العمالية وأحياء المدن الفقير، إلى الحرفيين وأصحاب المهن المتوسطة، إلى لتجار والمضاربين، ونجحوا خلال جيل في تبوؤ مراكز اجتماعية مهمة وصاروا جزءا مهما من الحراك الاجتماعي والسياسي النمساوي في مختلف أطيافه وتضاداته. في نفس الوقت أدى دخول النمسا المتأخر إلى الاقتصاد الرأسمالي الصناعي الحديث إلى حصول الرأسماليين اليهود على حصة من الاقتصاد النمساوي أكبر بكثير من أعداد اليهود في البلد، ودورهم أكبر مما كان لدى الرأسماليين اليهود في دول صناعية أقدم مثل بريطانيا وفرنسا وألمانيا. هذا الوضع ادى بمنافسيهم الاقتصاديين والاجتماعيين إلى الهجوم عليهم بصفتهم يهودا، وتحولت كراهية اليهود التقليدية إلى حركة سياسية بخطاب لاسامي منهجي قادته البرجوازية الصغيرة، ضد الرأسماليين اليهود (ممثلين بالحزب اللبرالي) وضد الاشتراكيين الذين وسمهم خصومهم بـ «حزب اليهود»، فنشأ الحزب الاجتماعي المسيحي (محافظ، موالي للملكية) بقيادة كارل لويغر، والحزب الاشتراكي الوطني بقيادة جورج شونرر (قومي ألماني، مطالب بالوحدة الألمانية) الذان اتفقا على معاداة اليهود والاشتراكيين في البلد واختلفا في باقي التوجهات.
رغم كون آدلر من عائلة يهودية غير متدينة، إلا أنه تلقى تعليما مدرسيا يهوديا مكنه كم الإلمام بتعاليم الديانة وباللغة العبرية. توجه آدلر في وقت مبكر إلى العلمانية والاندماج في الحداثة الأوروبية واعتبر اليهودية عائقا لأصحابها أمام الاندماج في الثقافة الأوروبية التي تهيمن عليها المسيحية. عائلة آدلر نفسه تحولت إلى المسيحية حيث تحول والداه في سن متأخرة إلى الكاثوليكية وتحول هو رسميا إلى البروتستانتية بعد زواجه عام 1878، معللا ذلك برغبته بمستقبل أفضل لأبنائه مع تجنيبهم المشكلات التي قد تنتج عن اللادينية في بلد مثل النمسا.
على الرغم من علمانيته الصارمة وتفضيله انصهار اليهود في المجتمع الأوروبي، فقد دافع منذ أيام الدراسة عن حقوق اليهود المدنية وقاوم التمييز والخطاب اللاسامي الذي بدأ بالتصاعد. اعتبر آدلر في البداية اللاسامية نوعا من «سوء الفهم» ناتجا عن التضليل السياسي الذي تمارسه أحزاب الطبقة الحاكمة سيزول عندما تعي الطبفة العاملة عدوها الحقيقي، وأن هذه المسألة ستحل تلقائيا عند قيام الاشتراكية التي ستقضي على الاستغلال، يهوديا كان أو غير يهودي، ورفض مناقشة المسألة اليهودية داخل الحزب بصفتها قضية منفصلة عن الصراع الطبقي. لم يتوقع آدلر أن تثمر اللاسامية في البلد وأن تنجح بخطابها المعادي للبرجوازية اليهودية بالتطور إلى حركة جماهيرية استقطبت جزءا مهما من الطبقات الدنيا، وكانت نتيجة انتخابات برلمان 1897 الفئوي كانت صادمة إذ حصد الحزب الاجتماعي المسيحي بقيادة لويغر وبخطابه اللاسامي أغلبية مقاعد البرلمان للدرجة الخامسة، وسقط مرشحو الاشتراكيين، وبينهم آدلر نفسه في معظم الدوائر. حرص آدلر في خطابه بشدة على الموازنة بدقة بين الهجوم على اللاساميين بقيادة لويغر والهجوم على اللبراليين ذوي الأغلبية اليهودية، حتى لا يحسب عليه الانحياز ليهوديته وحتى لا يتهم الحزب بتمثيل مصالح اليهود. رفض آدلر التعاون مع اللبراليين الرأسماليين ضد اللاساميين في البلد، إلا أنه رفض بصرامة التعاون مع الأحزاب اللاسامية تحت أي ظرف معتبرا إياهم الخطر الأكبر، وتمسك آدار بالعلمانية في عمله السياسي رافضا التمييز السلبي أو الإيجابي تجاه اليهود. بالمقابل مال المثقفون الاشتراكيون اليهود، ومنهم آدلر، ونتيجة لوضع اليهود الخاص بصفتهم مجموعة ثقافية بدون معالم قومية واضحة، الابتعاد عن التوجهات القومية التي عصفت بالنمسا وبالحزب وحاولوا منع تفككه.

## التجرية البرلمانية والاستعصاء السياسي في دولة هابسبورغ
بعد الانتصار السياسي في معركة 1907 الانتخابية واصل آدلر سياسته الإصلاحية التي قامت تصوراتها على موضعة الحزب الاشتراكي الديمقراطي كحزب دولة يعمل على تحقيق برنامجه بالتدريج وبالتفاهم معها، والمراهنة على إرادة القيصر فرانس جوزيف تحقيق اصلاحات جذرية تحول دون تفكك الامبراطورية النمساوية، أي دخول الحزب الاشتراكي في تحالف موضوعي مع القيصر ضد قوى الإقطاع التي تشلّ تطور الدولة النمساوية. هذا الموقف المهادن للقصر تعرض لنقد يسار الحزب وكذلك لانتقادات من مفكري الاشتراكية الديمقراطية الألمان مثل كاوتسكي وبيبل الذين رؤوا فيه ابتعادا عن القيم الجمهورية التي تتمسك بها الحركة الاشتراكية، واتهموا البعض آدلر بالانتهازية، وشككوا برغبة القيصر المحافظ بإصلاحات حقيقية. آدلر واجه الاتهامات بالانتهازية بتعريف الانتهازية الإيجابية التي تغير التكيك من أجل الوصول إلى الهدف، بخلاف الانتهازية السلبية التي تغير الأهداف طمعا بمكاسب آنية، ونوّه في مراسلاته مع الألمان إلى ضرورة اتخاذ خط واقعي يتناسب مع الوضع الداخلي في النمسا «الآن وهنا».
لم تؤت آمال الإصلاح هذه أكلها، فسرعان ما تصالح القيصر مع القوى الإقطاعية الهنغارية التي قدمت في 1908 في الشق الهنغاري قانونا انتخابيا لا يختلف كثيرا عن القانون النمساوي القديم ذي البرلمان الطبقى الذي يضمن لها أغلبية مريحة، وفي نفس العام أسقطت حكومة ماكس فو بيك (بالألمانية: Max von Beck) الإصلاحية متعددة القوميات بفعل القوى المحافظة في البرلمان وضغط ولي العهد الأرشيدوق فرانس فرديناند. جرى ذلك وسط أزمة سياسية دولية أثارها إعلان القيصر ضم البوسنة والهرسك رسميا إلى الامبراطوية النمساوية، الذي أجج كذلك المشاعر القومية السلافية داخل وعلى حدود الامبراطورية، وأسست القوى القومية السلافية (صرب، تشيك، سلوفاك، كروات) الاتحاد السلافي، وشلّ عمل البرلمان نتيجة للتجاذب بين القوى القومية السلافية والناطقة بالألمانية التي لجأت إلى مقاطعة أو تعطيل الجلسات، في حين تعاقبت حكومات ذات طابع ألماني محافظ مررت قراراتها بدون العودة إلى البرلمان العاجز عن العمل، ولم ينجح حزب آدلر بين سقوط حكومة بيك في 1908 واندلاع الحرب العالمية الأولى في انتزاع أي قانون جديد في صالح الطبقة العاملة. هذا الوضع لخصه بيك بما يلي: «حبانا القدر بمشكلة لا يوجد مثلها في أي بلد آخر في أوروبا. لدينا 8 قوميات، 17 اقليم، 20 جسما برلمانيا، 27 حزبا برلمانيا، فلسفتان مختلفتان، علاقة معقدة مع هنغاريا، وفوارق ثقافية على خريطة تمتد ثمانية درجات ونصف عرضا ومثلها طولا. من أجل حكم النمسا، يتوجب جمع كل هذا على قاسم مشترك والوصول إلى محصّلة في اتجاه ما».
لم ينج حزب آدلر الاشتراكي، الذي كان بمثابة «أممية مصغّرة» من الاستقطابات القومية الحادة التي عاشتها النمسا، ومع العجز عن الوصول إلى إصلاحات عبر البرلمان، ازدادت المطالب الجهوية والثقافية والمتعلقة بحقوق القوميات وأدت أولا إلى انفصال النقابات التشيكية عن النقابة المركزية في فيينا عام 1910 التي أحدث أزمة في الحزب أدى إلى انشقاق فرعه التشيكي عام 1911 الذي عنى عمليا انتهاء الخط الأممي والنمساوي الوحدوي في الحزب وصعود التوجهات القومية فيه.

## آدلر والحرب العالمية الأولى

### بوادر الأزمة فيالبلقان
بدأت بوادر الأزمة الأوروبية تظهر في العام 1908 إثر قرار النمسا ضم البوسنة والهرسك التان تحتلهما منذ الحرب التركية الروسية عام 1878 رسميا إلى التاج النمساوي، الذي أخل بالتوازن القائم منذ معاهدة برلين إذ تسببت بأزمة مع صربيا الطامحة بدولة سلافية كبرى في البلقان، وتفاقمت هذه الازمة إلى حرب البلقان عام 1912 التي كادت ان تؤدي إلى تدخل عسكري نمساوي وخلقت في أوروبا جوا ينذر بالانفجار هذه التطورات في السياسة الخارجية والقرارات الخطرة التي اتخذتها حكومة القيصر جرت والبرلمان الناشئ في حالة شلل بفعل الصراعات بين الكتل القومية المختلفة فيه. في هذه المرحلة بذل آدلر وحزبه الاشتراكي ما بوسعهم من اجل منع التدخل العسكري في صربيا ودرء خطر الحرب مع تجنب المواجهة المفتوحة مع الحكومة والقيصر في نفس الوقت. وجه آدلر وحزبه ووراؤهم الأممية الاشتراكية الكثير من النداءات المطابة بوقف التصعيد، في هذا الجو المتوتر بدى الاشتراكيون الأوروبيون عاجزين عن التأثير بمجريات الأحداث، كما أنهم تجنبوا اتخاذ اجراءات صدامية مثل التظاهرات الكبرى أو الإضراب العام الذي بدى واضحا أن الدولة ستقمعه بعنف. هذا التقدير تشاركت فيه أجنحة الأممية اليسارية واليمينية، حيث تنبأ لينين أيضا بعجز الأممية الاشتراكية عن وقف الحرب في حال اندلاعها وبموقف الطبقة العاملة الذي سيكون في صف البرجوازية إذا طرحت مسألة الدفاع عن الوطن. حذر أدلر الحكومة النمساوية من التورط في حرب مذكرا اياها بتبعات هذه الحروب على الوضع الداخلي، ولمح في خطاباته إلى احتمالات نشوب ثورة دون أن يهدد بها حرفيا، حيث ذكر كيف أدت حرب فرنسا مع بروسيا إلى كومونة باريس والحرب الروسية اليابانية إلى ثورة 1905 في روسيا، وحذر من انهيار الامبراطورية النمساوية مهما كانت نتيجة الحرب، لكنه حافظ في خطابه على نبرة مهادنة: «نحن لا نهدد ولا نتنبأ»، ونادى آدلر بحل سياسي في البلقان على أرضية فدرالية ديمقراطية تضم شعوب المنطقة. وفي عام 1912 صدر قرار الأممية الثانية بان تعمل أحزابها بكل ما لديها من وسائل لإعاقة نشوب حرب، فأما إذا اندلعت الحرب، فبالعمل على التعجيل بوقفها، وعلى الاستفادة من تداعياتها الاقتصادية والاجتماعية للتعجيل في إنهاء حكم الرأسمالية، أما في الواقع فلم تفعل معظم الاحزاب الاشتراكية شيئا حيال التعبئة العامة التي دعت إليها الحكومات الأوروبية.

### اندلاع الحرب والتدرح من الموقف السلبي إلى التأييد الحذر
على الرغم من الأزمة المتصاعدة لم يتوقع آدلر أن يؤدي اغتيال ولي العهد النمساوي في سراييفو في تموز/يوليه 1914 إلى نشوب حرب بين النمسا وصربيا، ناهيك عن انزلاق أوروبا إلى حرب عظمى، كما لم يتصور أن يكون القيصر الطاعن في السن مستعدا لدخول مواجهة كهذه، وبدأ التصعيد والأممية الثانية مازالت تناقش امكانية اللجوء إلى الإضراب العام في حال اندلاعها، وبينما كان آدلر وحزبه في أوج التحضيرات لمؤتمر الاممية المزمع عقده في فيينا في خريف 1914 والاحتفال بالذكرى الخمسين لتأسيس الأممية، ولم يتوقع أحد أن تتطور الأزمة إلى حرب، إذ تلخص رد فعل الأممية على الأزمة النمساوية الصربية إلى نقل المؤتمر إلى باريس وتقديم موعده إلى آب/أغسطس من نفس العام. فوجئ الاشتراكيون النمساويون باندلاع الحرب في آخر تموز/يوليه، وبخلاف الدول الأوروبية الأخرى لم ينعقد البرلمان النمساوي للمصادقة على قرار دخول الحرب وعلى ميزانياتها، وقام رئيس الحكومة كارل شتورغ (بالألمانية: Karl Stürgkh) بتعطيل البرلمان ومنع أي نقاش علني في موضوع الحرب. موقف آدلر المعارض للحرب دون رغبة بدخول مواجهة مع الدولة تحول إلى استسلام أمام الواقع عندما اندلعت، وسلبية بداعي سدّ الذرائع أمام الدولة لمزيد من القمع، وهذا يظهر في توضيح آدلر أمام سكرتاريا الأممية في بروكسل: «لقد قاومنا نشوب الحرب قدر استطاعتنا، أما وقد نشبت فلا تتوقعوا منا المزيد. عندنا البلد في حالة حرب وصحافتنا مخنوقة ولدينا قانون طوارئ ومحاكم عسكرية تنتظرنا». هذه السلبية تحولت إلى تأييد واصطفاف وطني ألماني بعد موافقة الاشتراكيين الديمقراطيين الألمان في البرلمان البروسي على ميزانية الحرب، وتحول آدلر والحزب الاشتراكي إلى الاصطفاف مع الرفاق الالمان في موقف وطني ألمان، معتبرين النمسا وألمانيا في حرب دفاعية ضد الغزو الروسي والاطماع الإمبريالية الفرنسية والبريطانية، وأن الأسوأ من اندلاع هذه الحرب هي الهزيمة فيها. أما آدلر فحداه الأمل بنهاية عاجلة لهذه الحرب بحل سياسي بلا غالب ومغلوب. موقف آدلر كان مبنيا على الاقتناع بعدم وجود خيار آخر أمام الاشتراكيين في كل البلدان الأوروبية سوى الانحياز إلى الدفاع الوطني، وعلى القلق على مستقبل ووجود النمسا وكذلك مستقل ألمانيا نفسها، صاحبة أكبر حزب اشتراكي في أوروبا، وشدد آدلر في هذه الظروف على وحدة الاشتراكيين ورفض بشدة الانشقاقات اليسارية وهاجم المعارضين من أمثال روزا لوكسمبورغ وكارل ليبكنخت. في نفس الوقت انتقد آدلر التوجهات القومية الألمانية في الحزب ورفض إضافة التوصيفات القومية في عناوينه وشعاراته.

### المعارضة اليسارية - ابن فيكتور آدلر يغتال رئيس الحكومة النمساوي
موقف آدلر هذا جوبه بمعارضة أقلية يسارية داخل الحزب، كان أبرز قادتها ابنه فريدريك آدلر الذي استقال احتجاجا من مواقعه التنظيمية في الحزب ومن هيئة تحرير صحيفته، واغتال في عمل فردي في تشرين أول/أكتوبر 1916 رئيس الحكومة النمساوية كارل شتورغ.حكم على فريدريك آدلر بالإعدام شنقا وخفف الحكم لاحقا إلى السجن لثمانية عشرة عاما، وأفرج عنه بعفو خاص صباح 2 تشرين ثاني/نوفمبر 1918 بعد نهاية الحرب وتهاوي دولة هابسبورغ، أما مرافعته أمام المحكمة الخاصة لاحقا إلى وثيقة إدانة تاريخية لحكومة الحرب ولسياسة حزب والده المهادنة لها.

### الثورة الروسية وإضرابات يناير 1918
اندلاع الثورة الروسية وسقوط الحكم القيصري اديا إلى تغير جذري في موقف آدلر من الحرب كذلك من الحكومة النمساوية بعد زوال خطر انتصار روسيا القيصرية وتوسعها غربا، وعادت مواقف ادار لتشابه ما كانت عليه قبل اندلاع الحرب، ورفض في صيف 1917 عرض رئيس الحكومة الجديد الانضمام إلى حكومة وحدة وطنية تضم الاشتراكيين.
أدى تعنت ألمانيا والنمسا في موضوع ضم تقسيم وضم بولندا ولتوانيا إلى تعثر مفاوضات برست-ليتوفسك لوقف إطلاق النار على الجبهة الروسية، دفع بالبلاشفة إلى إرسال نداءات إلى الحركات العمالية في ألمانيا والنمسا للضغط على الحكومات من أجل تعجيل إنهاء الحرب. تلقفت الحركة العمالية في النمسا هذه النداءات وشهدت فيينا والمدن الصناعية الكبرى إضرابات عمالية واسعة النطاق. خشي فيكتور آدلر أن تتطور هذه الإضرابات إلى ثورة شعبية مبكرة قد يقمعها القيصر بالقوات العائدة من الجبهة الروسية، كما خشي أن يؤدي سقوط مبكر لنظام هابسبورغ بثورة شعبية إلى تدخل عسكري ألماني، فلعب دور الوسيط بين الحركة العمالية والحكومة التي وافقت على جزء مهم من مطالب العمال المتعلقة بتعجيل وقف إطلاق النار وإنهاء عسكرة المصانع وتحسين نظام توزيع الاحتياجات الأساسية، ونجح بإنهاء الإضراب سلميا بتظاهرة كبرى ضد الحرب. ووجه توجه آدلر هذا برفض أقلية يسارية داخل الحزب ستنشق لاحقا لتؤسس الحزب الشيوعي النمساوي.

## نهاية الحرب وقيام الجمهورية النمساوية
في 3 تشرين أول/أكتوبر طلبت ألمانيا وقف إطلاق النار على الجبهة الغربية، وفي نفس اليوم أصدرت أعضاء البرلمان الاشتراكيين بيانا طالبوا فيه بحق تقرير المصير للأمم السلافية في دولة هابسبورغ وكذلك للناطقين بالألمانية ليتحدوا في دولة واحدة تحدد علاقتها بالدولة الألمانية حسب احتياجاتها. بعد انتهاء حلم آدلر بإصلاح دولة هابسبورغ إلى فدرالية ديمقراطية متعددة الشعوب وصار انفصال هنغاريا والشعوب السلافية حتميا، توجه إلى الوحدة الألمانية وضم أجزاء الامبراطورية النمساوية الناطقة بالألمانية إلى ألمانيا، وصرح آدلر أن «النمسا القديمة اختفت»، أما عرض القيصر كارل الأول يوم 16 تشرين الثاني/أكتوبر تحويل النمسا إلى دولة اتحادية متعددة الشعوب (وهو مطلب مؤتمر الاشتراكيين في برون عام 1899)، فقد جاء متأخرا جدا ورفضته الأقاليم السلافية. شارك آدلر في تشكيل الحكومة النمساوية المؤقتة في الأقاليم الناطقة بالألمانية من الدولة النمساوية وتولى منصب وزير خارجيتها. في الثاني من تشرين الثاني/نوفمبر ترأس آدلر وفد الحكومة إلى قصر الشونبرون لتبليغ القيصر برفض حكومة «النمسا الألمانية» تحمل مسؤولية الحرب التي بدأتها دولة هابسبورغ وأنها ليست هي المسؤولة عن طلب وقف إطلاق النار، موضحا للقيصر أن «النمسا القديمة ماتت، أما الجديدة فتريد أن تحيا بدون الأوزار الدموية التي حملتها دولة هابسبورغ».

## وفاته

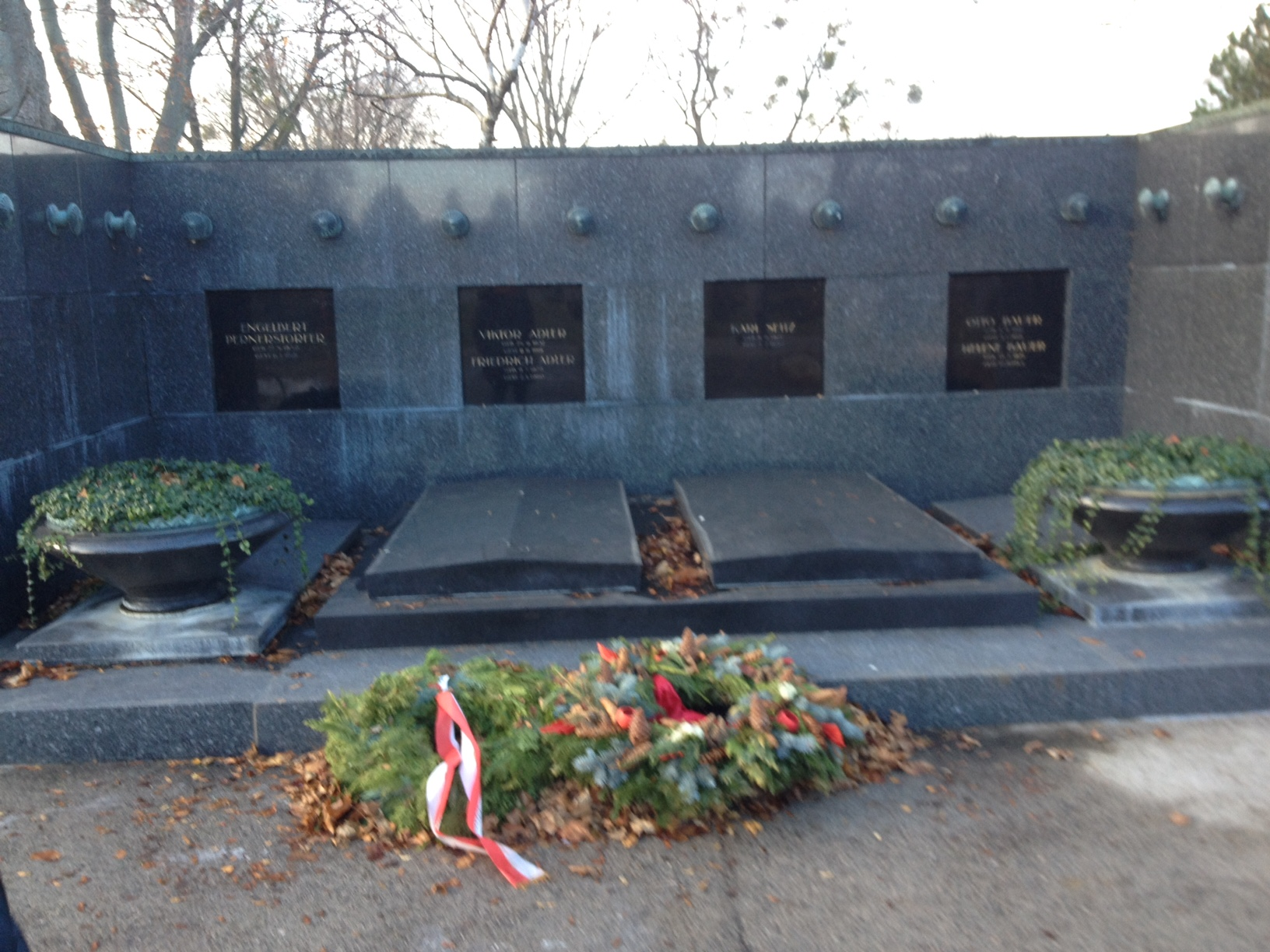
ضريح فيكتور آدلر ومؤسسي الاشتراكية النمساوية في مقبرة فيينا المركزية

بدأت أمراض القلب بالظهور لديه في عام 1908، وتدهورت صحته جديا في 1913 وهذا دفعه إلى كتابة وصيته في نفس العام وبدأت قيادة الحزب الفعلية بالانتقال تدريجيا إلى أوتو باور وكارل رينر. توفي فيكتور آدلر في 11 تشرين الثاني/نوفمبر بعد شهر من تقلده منصب وزير الخارجية في أول حكومة جمهورية تألفت بعد نهاية الحرب وسقوط إمبراطورية هابسبورغ، في نفس اليوم الذي تنحى فيه القيصر كارل وصيغ إعلان الجمهورية.
دفن في مقبرة فيينا المركزية في ضريح شرف يضم كذلك رفاة مؤسسي وقادة الحزب الاشتراكي النمساوي إنغلبرت بينرستورفر وأوتو باور وكارل سايتس.

## روابط خارجية
- فيكتور أدلر على موقع الموسوعة البريطانية (الإنجليزية)